# 1974-es labdarúgó-világbajnokság (keretek)
Az 1974-es labdarúgó világbajnokság csapatainak keretei:

## 1. csoport

### NSZK
Szövetségi kapitány:  Helmut Schön
| Szám | Poszt | Név                      | Születési dátum (Kor)          | Vál. | Klub                |
| ---- | ----- | ------------------------ | ------------------------------ | ---- | ------------------- |
| 1    | K     | Sepp Maier               | 1944. február 28. (30 éves)    | 50   | Bayern München      |
| 2    | V     | Berti Vogts              | 1946. december 30. (27 éves)   | 24   | Borussia M'gladbach |
| 3    | V     | Paul Breitner            | 1951. szeptember 5. (22 éves)  | 19   | Bayern München      |
| 4    | V     | Hans-Georg Schwarzenbeck | 1948. április 3. (26 éves)     | 23   | Bayern München      |
| 5    | V     | Franz Beckenbauer        | 1945. szeptember 11. (28 éves) | 78   | Bayern München      |
| 6    | V     | Horst-Dieter Höttges     | 1943. szeptember 10. (30 éves) | 65   | Werder Bremen       |
| 7    | KP    | Herbert Wimmer           | 1944. november 9. (29 éves)    | 23   | Borussia M'gladbach |
| 8    | KP    | Bernhard Cullmann        | 1949. november 1. (24 éves)    | 12   | FC Köln             |
| 9    | CS    | Jürgen Grabowski         | 1944. július 7. (29 éves)      | 38   | Eintracht Frankfurt |
| 10   | KP    | Günter Netzer            | 1944. szeptember 14. (29 éves) | 34   | Real Madrid         |
| 11   | CS    | Jupp Heynckes            | 1945. május 9. (29 éves)       | 28   | Borussia M'gladbach |
| 12   | KP    | Wolfgang Overath         | 1943. szeptember 29. (30 éves) | 74   | FC Köln             |
| 13   | CS    | Gerd Müller              | 1945. november 3. (28 éves)    | 55   | Bayern München      |
| 14   | CS    | Uli Hoeneß               | 1952. január 5. (22 éves)      | 23   | Bayern München      |
| 15   | KP    | Heinz Flohe              | 1948. január 28. (26 éves)     | 14   | FC Köln             |
| 16   | KP    | Rainer Bonhof            | 1952. március 29. (22 éves)    | 4    | Borussia M'gladbach |
| 17   | CS    | Bernd Hölzenbein         | 1946. március 9. (28 éves)     | 4    | Eintracht Frankfurt |
| 18   | CS    | Dieter Herzog            | 1946. július 15. (27 éves)     | 2    | Fortuna Düsseldorf  |
| 19   | KP    | Jupp Kapellmann          | 1949. december 19. (24 éves)   | 3    | Bayern München      |
| 20   | V     | Helmut Kremers           | 1949. március 24. (25 éves)    | 5    | Schalke 04          |
| 21   | K     | Norbert Nigbur           | 1948. május 8. (26 éves)       | 2    | Schalke 04          |
| 22   | K     | Wolfgang Kleff           | 1946. november 16. (27 éves)   | 6    | Borussia M'gladbach |

### NDK
Szövetségi kapitány:  Georg Buschner
| Szám | Poszt | Név                  | Születési dátum (Kor)          | Vál. | Klub                    |
| ---- | ----- | -------------------- | ------------------------------ | ---- | ----------------------- |
| 1    | K     | Jürgen Croy          | 1946. október 19. (27 éves)    | 43   | Sachsenring Zwickau     |
| 2    | V     | Lothar Kurbjuweit    | 1950. november 6. (23 éves)    | 30   | Carl Zeiss Jena         |
| 3    | V     | Bernd Bransch        | 1944. szeptember 24. (29 éves) | 52   | Carl Zeiss Jena         |
| 4    | V     | Konrad Weise         | 1951. augusztus 17. (22 éves)  | 23   | Carl Zeiss Jena         |
| 5    | V     | Joachim Fritsche     | 1951. október 28. (22 éves)    | 7    | Lokomotive Leipzig      |
| 6    | KP    | Rüdiger Schnuphase   | 1954. január 23. (20 éves)     | 4    | Rot-Weiß Erfurt         |
| 7    | KP    | Jürgen Pommerenke    | 1953. január 22. (21 éves)     | 10   | Magdeburg               |
| 8    | CS    | Wolfram Löwe         | 1945. május 14. (29 éves)      | 33   | Lokomotive Leipzig      |
| 9    | CS    | Peter Ducke          | 1941. október 14. (32 éves)    | 57   | Carl Zeiss Jena         |
| 10   | KP    | Hans-Jürgen Kreische | 1947. július 19. (26 éves)     | 36   | Dynamo Dresden          |
| 11   | CS    | Joachim Streich      | 1951. április 13. (23 éves)    | 26   | Hansa Rostock           |
| 12   | V     | Siegmar Wätzlich     | 1947. november 16. (26 éves)   | 9    | Dynamo Dresden          |
| 13   | KP    | Reinhard Lauck       | 1946. szeptember 16. (27 éves) | 14   | Dynamo Berlin           |
| 14   | CS    | Jürgen Sparwasser    | 1948. június 4. (26 éves)      | 28   | Magdeburg               |
| 15   | CS    | Eberhard Vogel       | 1943. április 8. (31 éves)     | 53   | Carl Zeiss Jena         |
| 16   | KP    | Harald Irmscher      | 1946. február 12. (28 éves)    | 29   | Carl Zeiss Jena         |
| 17   | KP    | Erich Hamann         | 1944. november 27. (29 éves)   | 1    | Vorwärts Frankfurt/Oder |
| 18   | V     | Gerd Kische          | 1951. október 23. (22 éves)    | 13   | Hansa Rostock           |
| 19   | KP    | Wolfgang Seguin      | 1945. szeptember 14. (28 éves) | 13   | Magdeburg               |
| 20   | CS    | Martin Hoffmann      | 1955. március 22. (19 éves)    | 3    | Magdeburg               |
| 21   | K     | Wolfgang Blochwitz   | 1941. február 8. (33 éves)     | 17   | Carl Zeiss Jena         |
| 22   | K     | Werner Friese        | 1946. március 30. (28 éves)    | 0    | Lokomotive Leipzig      |

### Ausztrália
Szövetségi kapitány:  Ralé Rašić
| Szám | Poszt | Név               | Születési dátum (Kor)          | Vál. | Klub                     |
| ---- | ----- | ----------------- | ------------------------------ | ---- | ------------------------ |
| 1    | K     | Jack Reilly       | 1945. augusztus 27. (28 éves)  | 15   | Melbourne Hakoah         |
| 2    | V     | Doug Utjesenovic  | 1946. október 8. (27 éves)     | 19   | St George Sydney         |
| 3    | V     | Peter Wilson      | 1947. szeptember 15. (26 éves) | 34   | Safeway United           |
| 4    | V     | Manfred Schaefer  | 1943. február 12. (31 éves)    | 49   | St George Sydney         |
| 5    | V     | Colin Curran      | 1947. augusztus 21. (26 éves)  | 13   | Western Suburbs SC (NSW) |
| 6    | KP    | Ray Richards      | 1946. május 18. (28 éves)      | 31   | Marconi Fairfield        |
| 7    | KP    | Jimmy Rooney      | 1945. december 10. (28 éves)   | 20   | APIA Leichhardt          |
| 8    | KP    | Jimmy Mackay      | 1943. december 19. (30 éves)   | 30   | Sydney Hakoah            |
| 9    | KP    | Johnny Warren     | 1943. május 17. (31 éves)      | 44   | St George Sydney         |
| 10   | CS    | Garry Manuel      | 1950. február 20. (24 éves)    | 4    | Pan Hellenic             |
| 11   | CS    | Abonyi Attila     | 1946. augusztus 16. (27 éves)  | 39   | St George Sydney         |
| 12   | CS    | Adrian Alston     | 1949. február 6. (25 éves)     | 34   | Safeway United           |
| 13   | KP    | Peter Ollerton    | 1951. május 20. (23 éves)      | 4    | APIA Leichhardt          |
| 14   | KP    | Max Tolson        | 1945. július 18. (28 éves)     | 16   | Safeway United           |
| 15   | V     | Harry Williams    | 1951. május 7. (23 éves)       | 3    | St George Sydney         |
| 16   | V     | Ivo Rudic         | 1942. január 24. (32 éves)     | 0    | Pan Hellenic             |
| 17   | V     | Dave Harding      | 1946. augusztus 14. (27 éves)  | 1    | Pan Hellenic             |
| 18   | KP    | Johnny Watkiss    | 1941. március 28. (33 éves)    | 23   | Sydney Hakoah            |
| 19   | KP    | Ernie Campbell    | 1949. október 20. (24 éves)    | 8    | Marconi Fairfield        |
| 20   | CS    | Branko Buljevic   | 1947. szeptember 6. (26 éves)  | 19   | Footscray JUST           |
| 21   | K     | Jim Milisavljevic | 1951. április 15. (23 éves)    | 0    | Footscray JUST           |
| 22   | K     | Allan Maher       | 1950. július 21. (23 éves)     | 0    | Sutherland Shire         |

### Chile
Szövetségi kapitány:  Luis Álamos
| Szám | Poszt | Név               | Születési dátum (Kor)         | Vál. | Klub                 |
| ---- | ----- | ----------------- | ----------------------------- | ---- | -------------------- |
| 1    | K     | Leopoldo Vallejos | 1944. július 16. (29 éves)    | 13   | Universidad Católica |
| 2    | V     | Rolando García    | 1942. december 15. (31 éves)  | 14   | Colo-Colo            |
| 3    | V     | Alberto Quintano  | 1946. április 26. (28 éves)   | 33   | Universidad de Chile |
| 4    | V     | Antonio Arias     | 1944. október 9. (29 éves)    | 25   | Unión Española       |
| 5    | V     | Elías Figueroa    | 1946. október 25. (27 éves)   | 19   | Internacional        |
| 6    | V     | Juan Rodríguez    | 1944. január 16. (30 éves)    | 24   | Atlético Español     |
| 7    | CS    | Carlos Caszely    | 1950. július 5. (23 éves)     | 20   | Levante              |
| 8    | KP    | Francisco Valdés  | 1943. március 19. (31 éves)   | 44   | Colo-Colo            |
| 9    | CS    | Sergio Ahumada    | 1948. október 2. (25 éves)    | 12   | Colo-Colo            |
| 10   | KP    | Carlos Reinoso    | 1945. március 7. (29 éves)    | 25   | América              |
| 11   | CS    | Leonardo Véliz    | 1945. szeptember 3. (28 éves) | 18   | Colo-Colo            |
| 12   | V     | Juan Machuca      | 1951. március 7. (23 éves)    | 18   | Unión Española       |
| 13   | V     | Rafael González   | 1950. április 24. (24 éves)   | 10   | Colo-Colo            |
| 14   | KP    | Alfonso Lara      | 1946. április 27. (28 éves)   | 27   | Colo-Colo            |
| 15   | V     | Mario Galindo     | 1951. augusztus 10. (22 éves) | 6    | Colo-Colo            |
| 16   | KP    | Guillermo Páez    | 1945. április 18. (29 éves)   | 11   | Colo-Colo            |
| 17   | CS    | Guillermo Yávar   | 1943. március 26. (31 éves)   | 24   | Universidad de Chile |
| 18   | KP    | Jorge Socías      | 1951. október 6. (22 éves)    | 2    | Universidad de Chile |
| 19   | KP    | Rogelio Farías    | 1949. augusztus 13. (24 éves) | 10   | Unión Española       |
| 20   | CS    | Osvaldo Castro    | 1947. április 14. (27 éves)   | 24   | América              |
| 21   | K     | Juan Olivares     | 1941. február 20. (33 éves)   | 32   | Unión Española       |
| 22   | K     | Adolfo Nef        | 1946. január 18. (28 éves)    | 26   | Colo-Colo            |

## 2. csoport

### Brazília
Szövetségi kapitány:  Mário Zagallo
| Szám | Poszt | Név            | Születési dátum (Kor)          | Vál. | Klub          |
| ---- | ----- | -------------- | ------------------------------ | ---- | ------------- |
| 1    | K     | Leão           | 1949. július 11. (24 éves)     | 19   | Palmeiras     |
| 2    | V     | Luís Pereira   | 1949. június 21. (24 éves)     | 15   | Palmeiras     |
| 3    | V     | Marinho Peres  | 1947. március 19. (27 éves)    | 5    | Santos        |
| 4    | KP    | Zé Maria       | 1949. május 18. (25 éves)      | 28   | Corinthians   |
| 5    | KP    | Piazza         | 1943. február 25. (31 éves)    | 44   | Cruzeiro      |
| 6    | V     | Marinho Chagas | 1953. február 8. (21 éves)     | 9    | Botafogo      |
| 7    | CS    | Jairzinho      | 1944. december 25. (29 éves)   | 73   | Botafogo      |
| 8    | CS    | Leivinha       | 1949. szeptember 11. (24 éves) | 18   | Palmeiras     |
| 9    | CS    | César          | 1945. május 17. (29 éves)      | 8    | Palmeiras     |
| 10   | KP    | Rivellino      | 1946. január 1. (28 éves)      | 55   | Corinthians   |
| 11   | KP    | Paulo César    | 1949. június 16. (24 éves)     | 42   | Flamengo      |
| 12   | K     | Renato         | 1944. december 5. (29 éves)    | 2    | Flamengo      |
| 13   | CS    | Valdomiro      | 1946. február 17. (28 éves)    | 9    | Internacional |
| 14   | V     | Nelinho        | 1950. július 26. (23 éves)     | 2    | Cruzeiro      |
| 15   | V     | Alfredo        | 1946. október 18. (27 éves)    | 1    | Palmeiras     |
| 16   | V     | Marco Antônio  | 1951. február 6. (23 éves)     | 27   | Fluminense    |
| 17   | KP    | Carpegiani     | 1949. február 7. (25 éves)     | 5    | Internacional |
| 18   | KP    | Ademir da Guia | 1942. április 3. (32 éves)     | 8    | Palmeiras     |
| 19   | CS    | Mirandinha     | 1952. február 26. (22 éves)    | 3    | São Paulo     |
| 20   | CS    | Edu            | 1949. augusztus 6. (24 éves)   | 41   | Santos        |
| 21   | KP    | Dirceu         | 1952. június 15. (21 éves)     | 4    | Botafogo      |
| 22   | K     | Waldir Peres   | 1951. február 2. (23 éves)     | 0    | São Paulo     |

### Skócia
Szövetségi kapitány:  Willie Ormond
| Szám | Poszt | Név             | Születési dátum (Kor)          | Vál. | Klub              |
| ---- | ----- | --------------- | ------------------------------ | ---- | ----------------- |
| 1    | K     | David Harvey    | 1948. február 7. (26 éves)     | 7    | Leeds United      |
| 2    | V     | Sandy Jardine   | 1948. december 31. (25 éves)   | 16   | Rangers           |
| 3    | V     | Danny McGrain   | 1950. május 1. (24 éves)       | 12   | Celtic            |
| 4    | KP    | Billy Bremner   | 1942. december 9. (31 éves)    | 48   | Leeds United      |
| 5    | V     | Jim Holton      | 1951. április 11. (23 éves)    | 11   | Manchester United |
| 6    | V     | John Blackley   | 1948. május 12. (26 éves)      | 3    | Hibernian         |
| 7    | KP    | Jimmy Johnstone | 1944. szeptember 30. (29 éves) | 21   | Celtic            |
| 8    | CS    | Kenny Dalglish  | 1951. március 4. (23 éves)     | 19   | Celtic            |
| 9    | CS    | Joe Jordan      | 1951. december 15. (22 éves)   | 11   | Leeds United      |
| 10   | KP    | David Hay       | 1948. január 29. (26 éves)     | 24   | Celtic            |
| 11   | CS    | Peter Lorimer   | 1946. december 14. (27 éves)   | 14   | Leeds United      |
| 12   | K     | Thomson Allan   | 1946. október 5. (27 éves)     | 2    | Dundee            |
| 13   | K     | Jim Stewart     | 1954. március 9. (20 éves)     | 0    | Kilmarnock        |
| 14   | V     | Martin Buchan   | 1949. március 6. (25 éves)     | 13   | Manchester United |
| 15   | KP    | Peter Cormack   | 1946. július 17. (27 éves)     | 9    | Liverpool         |
| 16   | V     | Willie Donachie | 1951. október 5. (22 éves)     | 11   | Manchester City   |
| 17   | KP    | Donald Ford     | 1944. október 25. (29 éves)    | 3    | Hearts            |
| 18   | KP    | Tommy Hutchison | 1947. szeptember 22. (26 éves) | 8    | Coventry City     |
| 19   | CS    | Denis Law       | 1940. február 24. (34 éves)    | 54   | Manchester City   |
| 20   | CS    | Willie Morgan   | 1944. október 2. (29 éves)     | 19   | Manchester United |
| 21   | V     | Gordon McQueen  | 1952. június 26. (21 éves)     | 1    | Leeds United      |
| 22   | V     | Erich Schaedler | 1949. augusztus 6. (24 éves)   | 1    | Hibernian         |

### Jugoszlávia
Szövetségi kapitány:  Miljan Miljanić
| Szám | Poszt | Név                 | Születési dátum (Kor)          | Vál. | Klub                 |
| ---- | ----- | ------------------- | ------------------------------ | ---- | -------------------- |
| 1    | K     | Enver Marić         | 1948. április 23. (26 éves)    |      | Velež Mostar         |
| 2    | V     | Ivan Buljan         | 1949. december 11. (24 éves)   |      | Hajduk Split         |
| 3    | V     | Enver Hadžiabdić    | 1945. november 6. (28 éves)    |      | Željezničar Sarajevo |
| 4    | KP    | Dražen Mužinić      | 1953. január 25. (21 éves)     |      | Hajduk Split         |
| 5    | V     | Josip Katalinski    | 1948. május 12. (26 éves)      |      | Željezničar Sarajevo |
| 6    | V     | Vladislav Bogićević | 1950. november 7. (23 éves)    |      | Crvena Zvezda        |
| 7    | CS    | Ilija Petković      | 1945. szeptember 22. (28 éves) |      | Troyes               |
| 8    | KP    | Branko Oblak        | 1947. május 27. (27 éves)      |      | Hajduk Split         |
| 9    | CS    | Ivica Šurjak        | 1953. március 23. (21 éves)    |      | Hajduk Split         |
| 10   | KP    | Jovan Aćimović      | 1948. június 21. (25 éves)     |      | Crvena Zvezda        |
| 11   | CS    | Dragan Džajić       | 1946. május 30. (28 éves)      |      | Crvena Zvezda        |
| 12   | KP    | Jurica Jerković     | 1950. február 25. (24 éves)    |      | Hajduk Split         |
| 13   | KP    | Miroslav Pavlović   | 1942. október 23. (31 éves)    |      | Crvena Zvezda        |
| 14   | V     | Luka Peruzović      | 1952. február 26. (22 éves)    |      | Hajduk Split         |
| 15   | V     | Kiril Dojčinovski   | 1943. október 17. (30 éves)    |      | Crvena Zvezda        |
| 16   | KP    | Franjo Vladić       | 1951. október 19. (22 éves)    |      | Velež Mostar         |
| 17   | CS    | Danilo Popivoda     | 1947. május 1. (27 éves)       |      | Olimpija Ljubljana   |
| 18   | CS    | Stanislav Karasi    | 1946. november 8. (27 éves)    |      | Crvena Zvezda        |
| 19   | CS    | Dušan Bajević       | 1948. december 10. (25 éves)   |      | Velež Mostar         |
| 20   | CS    | Vladimir Petrović   | 1955. július 1. (18 éves)      |      | Crvena Zvezda        |
| 21   | K     | Ognjen Petrović     | 1948. január 2. (26 éves)      |      | Crvena Zvezda        |
| 22   | K     | Rizah Mešković      | 1947. augusztus 10. (26 éves)  |      | Hajduk Split         |

### Zaire
Szövetségi kapitány:  Blagoja Vidinić
| Szám | Poszt | Név                 | Születési dátum (Kor)         | Vál. | Klub             |
| ---- | ----- | ------------------- | ----------------------------- | ---- | ---------------- |
| 1    | K     | Kazadi Mwamba       | 1947. március 6. (27 éves)    |      | TP Mazembe       |
| 2    | V     | Mwepu Ilunga        | 1949. augusztus 22. (24 éves) |      | TP Mazembe       |
| 3    | V     | Mwanza Mukombo      | 1945. december 17. (28 éves)  |      | TP Mazembe       |
| 4    | V     | Bwanga Tshimen      | 1949. január 4. (25 éves)     |      | TP Mazembe       |
| 5    | V     | Boba Lobilo         | 1950. április 10. (24 éves)   |      | AS Vita Club     |
| 6    | KP    | Massamba Kilasu     | 1950. december 22. (23 éves)  |      | AS Bilima        |
| 7    | KP    | Kamunda Tshinabu    | 1946. május 8. (28 éves)      |      | TP Mazembe       |
| 8    | KP    | Mambwene Mana       | 1947. október 10. (26 éves)   |      | CS Imana         |
| 9    | KP    | Uba Kembo Kembo     | 1947. december 27. (26 éves)  |      | AS Vita Club     |
| 10   | KP    | Kidumu Mantantu     | 1946. november 17. (27 éves)  |      | CS Imana         |
| 11   | V     | Babo Kabasu         | 1950. március 4. (24 éves)    |      | AS Bilima        |
| 12   | K     | Dimbi Tubilandu     | 1948. március 15. (26 éves)   |      | AS Vita Club     |
| 13   | KP    | Ndaye Mulamba       | 1948. november 4. (25 éves)   |      | AS Vita Club     |
| 14   | CS    | Mayanga Maku        | 1948. október 31. (25 éves)   |      | AS Vita Club     |
| 15   | KP    | Mafu Kibonge        | 1945. február 12. (29 éves)   |      | AS Vita Club     |
| 16   | V     | Mialo Mwape         | 1951. december 30. (22 éves)  |      | Nyiki Lubumbashi |
| 17   | KP    | Kafula Ngoie        | 1945. november 11. (28 éves)  |      | TP Mazembe       |
| 18   | CS    | Mafuila Mavuba      | 1949. december 15. (24 éves)  |      | AS Vita Club     |
| 19   | CS    | Ekofa Mbungu        | 1948. november 24. (25 éves)  |      | CS Imana         |
| 20   | CS    | Jean Kalala N’Tumba | 1949. január 7. (25 éves)     |      | AS Vita Club     |
| 21   | CS    | Etepe Kakoko        | 1950. november 22. (23 éves)  |      | CS Imana         |
| 22   | K     | Otepa Kalambay      | 1948. november 12. (25 éves)  |      | TP Mazembe       |

## 3. csoport

### Hollandia
Szövetségi kapitány:  Rinus Michels
| Szám | Poszt | Név                  | Születési dátum (Kor)          | Vál. | Klub                |
| ---- | ----- | -------------------- | ------------------------------ | ---- | ------------------- |
| 1    | KP    | Ruud Geels           | 1948. július 28. (25 éves)     | 3    | Club Brugge         |
| 2    | KP    | Arie Haan            | 1948. november 16. (25 éves)   | 10   | Ajax Amsterdam      |
| 3    | KP    | Willem van Hanegem   | 1944. február 20. (30 éves)    | 29   | Feyenoord Rotterdam |
| 4    | V     | Kees van Ierssel     | 1945. december 6. (28 éves)    | 4    | FC Twente           |
| 5    | V     | Rinus Israël         | 1943. március 19. (31 éves)    | 44   | Feyenoord Rotterdam |
| 6    | KP    | Wim Jansen           | 1946. október 28. (27 éves)    | 25   | Feyenoord Rotterdam |
| 7    | KP    | Theo de Jong         | 1947. augusztus 11. (26 éves)  | 8    | Feyenoord Rotterdam |
| 8    | K     | Jan Jongbloed        | 1940. november 25. (33 éves)   | 2    | FC Amsterdam        |
| 9    | CS    | Piet Keizer          | 1943. június 14. (30 éves)     | 33   | Ajax Amsterdam      |
| 10   | KP    | René van de Kerkhof  | 1951. szeptember 16. (22 éves) | 5    | PSV Eindhoven       |
| 11   | KP    | Willy van de Kerkhof | 1951. szeptember 16. (22 éves) | 1    | PSV Eindhoven       |
| 12   | V     | Ruud Krol            | 1949. március 24. (25 éves)    | 20   | Ajax Amsterdam      |
| 13   | KP    | Johan Neeskens       | 1951. szeptember 15. (22 éves) | 17   | Ajax Amsterdam      |
| 14   | KP    | Johan Cruijff        | 1947. április 25. (27 éves)    | 28   | Barcelona           |
| 15   | CS    | Rob Rensenbrink      | 1947. július 3. (26 éves)      | 13   | Anderlecht          |
| 16   | CS    | Johnny Rep           | 1951. november 25. (22 éves)   | 5    | Ajax Amsterdam      |
| 17   | V     | Wim Rijsbergen       | 1952. január 18. (22 éves)     | 1    | Feyenoord Rotterdam |
| 18   | K     | Piet Schrijvers      | 1946. december 15. (27 éves)   | 5    | Twente Enschede     |
| 19   | V     | Pleun Strik          | 1944. május 27. (30 éves)      | 8    | PSV Eindhoven       |
| 20   | V     | Wim Suurbier         | 1945. január 16. (29 éves)     | 27   | Ajax Amsterdam      |
| 21   | K     | Eddy Treijtel        | 1946. május 28. (28 éves)      | 4    | Feyenoord Rotterdam |
| 22   | V     | Harry Vos            | 1946. szeptember 4. (27 éves)  | 0    | Feyenoord Rotterdam |

A holland válogatott a mezek számozását betűrendbe állította, kivételt képez Cruyff 14-es száma.

### Svédország
Szövetségi kapitány:  Georg Ericson
| Szám | Poszt | Név                 | Születési dátum (Kor)         | Vál. | Klub           |
| ---- | ----- | ------------------- | ----------------------------- | ---- | -------------- |
| 1    | K     | Ronnie Hellström    | 1949. február 21. (25 éves)   |      | Hammarby       |
| 2    | V     | Jan Olsson          | 1942. március 30. (32 éves)   |      | Åtvidaberg     |
| 3    | V     | Kent Karlsson       | 1945. november 25. (28 éves)  |      | Åtvidaberg     |
| 4    | KP    | Björn Nordqvist     | 1942. október 6. (31 éves)    |      | PSV Eindhoven  |
| 5    | V     | Björn Andersson     | 1951. július 20. (22 éves)    |      | Östers         |
| 6    | KP    | Ove Grahn           | 1943. május 9. (31 éves)      |      | Grasshoppers   |
| 7    | KP    | Bo Larsson          | 1944. május 5. (30 éves)      |      | Malmö          |
| 8    | CS    | Conny Torstensson   | 1949. augusztus 28. (24 éves) |      | Bayern München |
| 9    | CS    | Ove Kindvall        | 1943. május 16. (31 éves)     |      | IFK Norrköping |
| 10   | CS    | Ralf Edström        | 1952. október 7. (21 éves)    |      | PSV Eindhoven  |
| 11   | CS    | Roland Sandberg     | 1946. december 16. (27 éves)  |      | Kaiserslautern |
| 12   | K     | Sven-Gunnar Larsson | 1940. május 10. (34 éves)     |      | Örebro         |
| 13   | V     | Roland Grip         | 1941. január 1. (33 éves)     |      | AIK Stockholm  |
| 14   | V     | Staffan Tapper      | 1948. július 10. (25 éves)    |      | Malmö          |
| 15   | KP    | Benno Magnusson     | 1953. február 4. (21 éves)    |      | Kaiserslautern |
| 16   | KP    | Inge Ejderstedt     | 1946. december 24. (27 éves)  |      | Östers         |
| 17   | K     | Göran Hagberg       | 1947. november 8. (26 éves)   |      | Östers         |
| 18   | V     | Jörgen Augustsson   | 1952. október 28. (21 éves)   |      | Åtvidaberg     |
| 19   | KP    | Claes Cronqvist     | 1944. október 15. (29 éves)   |      | Djurgården     |
| 20   | KP    | Sven Lindman        | 1942. április 19. (32 éves)   |      | Djurgården     |
| 21   | KP    | Örjan Persson       | 1942. augusztus 27. (31 éves) |      | Örgryte        |
| 22   | KP    | Thomas Ahlström     | 1952. július 17. (21 éves)    |      | Elfsborg       |

### Uruguay
Szövetségi kapitány:  Roberto Porta
| Szám | Poszt | Név                    | Születési dátum (Kor)         | Vál. | Klub                |
| ---- | ----- | ---------------------- | ----------------------------- | ---- | ------------------- |
| 1    | K     | Ladislao Mazurkiewicz  | 1945. február 14. (29 éves)   |      | Atlético Mineiro    |
| 2    | V     | Baudilio Jáuregui      | 1945. július 9. (28 éves)     |      | River Plate         |
| 3    | V     | Juan Carlos Masnik     | 1943. március 2. (31 éves)    |      | Nacional Montevideo |
| 4    | V     | Pablo Forlán           | 1945. július 14. (28 éves)    |      | São Paulo           |
| 5    | V     | Julio Montero Castillo | 1944. április 25. (30 éves)   |      | Nacional Montevideo |
| 6    | V     | Ricardo Pavoni         | 1943. július 8. (30 éves)     |      | Independiente       |
| 7    | KP    | Luis Cubilla           | 1940. március 28. (34 éves)   |      | Nacional Montevideo |
| 8    | KP    | Víctor Espárrago       | 1944. október 6. (29 éves)    |      | Sevilla             |
| 9    | CS    | Fernando Morena        | 1952. február 2. (22 éves)    |      | Peñarol Montevideo  |
| 10   | KP    | Pedro Rocha            | 1942. december 3. (31 éves)   |      | São Paulo           |
| 11   | CS    | Rubén Corbo            | 1952. január 20. (22 éves)    |      | Peñarol Montevideo  |
| 12   | K     | Héctor Santos          | 1944. október 29. (29 éves)   |      | Alianza Lima        |
| 13   | V     | Gustavo de Simone      | 1948. április 23. (26 éves)   |      | Defensor Sporting   |
| 14   | V     | Luis Garisto           | 1945. december 3. (28 éves)   |      | Peñarol Montevideo  |
| 15   | V     | Mario González         | 1950. május 27. (24 éves)     |      | Peñarol Montevideo  |
| 16   | KP    | Alberto Cardaccio      | 1949. augusztus 26. (24 éves) |      | Danubio             |
| 17   | KP    | Julio César Jiménez    | 1954. augusztus 27. (19 éves) |      | Peñarol Montevideo  |
| 18   | KP    | Walter Mantegazza      | 1952. június 17. (21 éves)    |      | Nacional Montevideo |
| 19   | CS    | Denís Milar            | 1952. június 20. (21 éves)    |      | Liverpool           |
| 20   | CS    | Juan Silva             | 1948. augusztus 30. (25 éves) |      | Peñarol Montevideo  |
| 21   | CS    | José Gómez             | 1949. október 23. (24 éves)   |      | Cerro               |
| 22   | K     | Gustavo Fernández      | 1952. február 16. (22 éves)   |      | Rentistas           |

### Bulgária
Szövetségi kapitány:  Hriszto Mladenov
| Szám | Poszt | Név                | Születési dátum (Kor)          | Vál. | Klub                |
| ---- | ----- | ------------------ | ------------------------------ | ---- | ------------------- |
| 1    | K     | Rumen Goranov      | 1950. március 17. (24 éves)    | 20   | Lokomotiv Szófia    |
| 2    | V     | Ivan Zafirov       | 1947. december 30. (26 éves)   | 23   | CSZKA Szófia        |
| 3    | V     | Dobromir Zsecsev   | 1942. november 12. (31 éves)   | 67   | Levszki Szófia      |
| 4    | KP    | Sztefan Velicskov  | 1949. február 15. (25 éves)    | 18   | Etar Veliko Tarnovo |
| 5    | V     | Bozsil Kolev       | 1949. május 20. (25 éves)      | 30   | CSZKA Szófia        |
| 6    | V     | Dimitar Penev      | 1945. július 12. (28 éves)     | 75   | CSZKA Szófia        |
| 7    | CS    | Vojn Vojnov        | 1952. szeptember 7. (21 éves)  | 11   | Levszki Szófia      |
| 8    | CS    | Hriszto Bonev      | 1947. február 3. (27 éves)     | 60   | Lokomotiv Plovdiv   |
| 9    | CS    | Atanasz Mihajlov   | 1949. július 4. (24 éves)      | 31   | Lokomotiv Szófia    |
| 10   | KP    | Ivan Sztojanov     | 1949. január 20. (25 éves)     | 17   | Levszki Szófia      |
| 11   | KP    | Georgi Denev       | 1950. április 18. (24 éves)    | 24   | CSZKA Szófia        |
| 12   | V     | Sztefan Aladzsov   | 1947. október 18. (26 éves)    | 25   | Levszki Szófia      |
| 13   | V     | Mladen Vaszilev    | 1947. július 29. (26 éves)     | 19   | Akademik Szófia     |
| 14   | CS    | Kiril Milanov      | 1948. október 17. (25 éves)    | 9    | Levszki Szófia      |
| 15   | CS    | Pavel Panov        | 1950. szeptember 14. (23 éves) | 8    | Levszki Szófia      |
| 16   | CS    | Bozsidar Grigorov  | 1945. július 27. (28 éves)     | 3    | Szlavia Szófia      |
| 17   | KP    | Aszparuh Nikodimov | 1945. augusztus 21. (28 éves)  | 17   | CSZKA Szófia        |
| 18   | KP    | Csonyo Vaszilev    | 1952. január 7. (22 éves)      | 6    | CSZKA Szófia        |
| 19   | KP    | Kiril Ivkov        | 1946. június 21. (27 éves)     | 20   | Levszki Szófia      |
| 20   | CS    | Kraszimir Boriszov | 1950. április 8. (24 éves)     | 7    | Levszki Szófia      |
| 21   | K     | Sztefan Sztajkov   | 1949. október 3. (24 éves)     | 5    | Levszki Szófia      |
| 22   | K     | Szimeon Szimeonov  | 1946. április 26. (28 éves)    | 32   | Szlavia Szófia      |

## 4. csoport

### Lengyelország
Szövetségi kapitány:  Kazimierz Górski
| Szám | Poszt | Név                | Születési dátum (Kor)          | Vál. | Klub             |
| ---- | ----- | ------------------ | ------------------------------ | ---- | ---------------- |
| 1    | K     | Andrzej Fischer    | 1952. január 15. (22 éves)     | 1    | Górnik Zabrze    |
| 2    | K     | Jan Tomaszewski    | 1948. január 9. (26 éves)      | 14   | ŁKS Łódź         |
| 3    | K     | Zygmunt Kalinowski | 1949. május 2. (25 éves)       | 4    | Śląsk Wrocław    |
| 4    | V     | Antoni Szymanowski | 1951. január 13. (23 éves)     | 28   | Wisła Kraków     |
| 5    | V     | Zbigniew Gut       | 1949. április 17. (25 éves)    | 9    | Odra Opole       |
| 6    | V     | Jerzy Gorgoń       | 1949. július 18. (24 éves)     | 31   | Górnik Zabrze    |
| 7    | KP    | Henryk Wieczorek   | 1949. december 14. (24 éves)   | 3    | Górnik Zabrze    |
| 8    | V     | Mirosław Bulzacki  | 1951. október 23. (22 éves)    | 16   | ŁKS Łódź         |
| 9    | V     | Władysław Żmuda    | 1954. június 6. (20 éves)      | 2    | Gwardia Warszawa |
| 10   | V     | Adam Musiał        | 1948. december 18. (25 éves)   | 25   | Wisła Kraków     |
| 11   | KP    | Lesław Ćmikiewicz  | 1947. május 3. (27 éves)       | 32   | Legia Warszawa   |
| 12   | KP    | Kazimierz Deyna    | 1947. október 23. (26 éves)    | 49   | Legia Warszawa   |
| 13   | KP    | Henryk Kasperczak  | 1946. július 10. (27 éves)     | 17   | Stal Mielec      |
| 14   | KP    | Zygmunt Maszczyk   | 1945. május 3. (29 éves)       | 16   | Ruch Chorzów     |
| 15   | CS    | Roman Jakóbczak    | 1946. február 26. (28 éves)    | 1    | Lech Poznań      |
| 16   | CS    | Grzegorz Lato      | 1950. április 8. (24 éves)     | 13   | Stal Mielec      |
| 17   | CS    | Andrzej Szarmach   | 1950. október 3. (23 éves)     | 6    | Górnik Zabrze    |
| 18   | CS    | Robert Gadocha     | 1946. január 10. (28 éves)     | 49   | Legia Warszawa   |
| 19   | CS    | Jan Domarski       | 1946. október 28. (27 éves)    | 13   | Stal Mielec      |
| 20   | CS    | Zdzisław Kapka     | 1954. december 7. (19 éves)    | 2    | Wisła Kraków     |
| 21   | CS    | Kazimierz Kmiecik  | 1951. szeptember 19. (22 éves) | 9    | Wisła Kraków     |
| 22   | CS    | Marek Kusto        | 1954. április 29. (20 éves)    | 1    | Wisła Kraków     |

### Olaszország
Szövetségi kapitány:  Ferruccio Valcareggi
| Szám | Poszt | Név                | Születési dátum (Kor)         | Vál. | Klub           |
| ---- | ----- | ------------------ | ----------------------------- | ---- | -------------- |
| 1    | K     | Dino Zoff          | 1942. február 28. (32 éves)   | 32   | Juventus       |
| 2    | V     | Luciano Spinosi    | 1950. május 9. (24 éves)      | 16   | Juventus       |
| 3    | V     | Giacinto Facchetti | 1942. július 18. (31 éves)    | 73   | Internazionale |
| 4    | V     | Romeo Benetti      | 1945. október 20. (28 éves)   | 15   | Milan          |
| 5    | V     | Francesco Morini   | 1944. augusztus 12. (29 éves) | 6    | Juventus       |
| 6    | V     | Tarcisio Burgnich  | 1939. április 25. (35 éves)   | 63   | Internazionale |
| 7    | KP    | Sandro Mazzola     | 1942. november 8. (31 éves)   | 67   | Internazionale |
| 8    | KP    | Fabio Capello      | 1946. június 18. (27 éves)    | 16   | Juventus       |
| 9    | CS    | Giorgio Chinaglia  | 1947. január 24. (27 éves)    | 9    | Lazio          |
| 10   | KP    | Gianni Rivera      | 1943. augusztus 18. (30 éves) | 58   | Milan          |
| 11   | CS    | Luigi Riva         | 1944. november 7. (29 éves)   | 40   | Cagliari       |
| 12   | K     | Enrico Albertosi   | 1939. november 2. (34 éves)   | 34   | Cagliari       |
| 13   | V     | Giuseppe Sabadini  | 1949. március 26. (25 éves)   | 4    | Milan          |
| 14   | V     | Mauro Bellugi      | 1950. február 7. (24 éves)    | 7    | Internazionale |
| 15   | V     | Giuseppe Wilson    | 1945. október 27. (28 éves)   | 1    | Lazio          |
| 16   | V     | Antonio Juliano    | 1943. január 1. (31 éves)     | 17   | Napoli         |
| 17   | KP    | Luciano Re Cecconi | 1948. december 1. (25 éves)   | 0    | Lazio          |
| 18   | KP    | Franco Causio      | 1949. február 1. (25 éves)    | 10   | Juventus       |
| 19   | CS    | Pietro Anastasi    | 1948. április 7. (26 éves)    | 20   | Juventus       |
| 20   | CS    | Roberto Boninsegna | 1943. november 13. (30 éves)  | 18   | Internazionale |
| 21   | CS    | Paolo Pulici       | 1950. április 27. (24 éves)   | 3    | Torino         |
| 22   | K     | Luciano Castellini | 1945. december 12. (28 éves)  | 0    | Torino         |

### Argentína
Szövetségi kapitány:  Vladislao Cap
| Szám | Poszt | Név                   | Születési dátum (Kor)          | Vál. | Klub               |
| ---- | ----- | --------------------- | ------------------------------ | ---- | ------------------ |
| 1    | K     | Daniel Carnevali      | 1946. december 4. (27 éves)    |      | Las Palmas         |
| 2    | CS    | Rubén Ayala           | 1950. január 8. (24 éves)      |      | Atlético Madrid    |
| 3    | KP    | Carlos Babington      | 1949. szeptember 20. (24 éves) |      | Huracán            |
| 4    | CS    | Agustín Balbuena      | 1945. szeptember 1. (28 éves)  |      | Independiente      |
| 5    | V     | Ángel Bargas          | 1946. október 29. (27 éves)    |      | Nantes             |
| 6    | KP    | Miguel Ángel Brindisi | 1950. október 8. (23 éves)     |      | Huracán            |
| 7    | V     | Jorge Carrascosa      | 1948. augusztus 15. (25 éves)  |      | Huracán            |
| 8    | KP    | Enrique Chazarreta    | 1947. július 29. (26 éves)     |      | San Lorenzo        |
| 9    | V     | Rubén Glaria          | 1948. március 10. (26 éves)    |      | San Lorenzo        |
| 10   | V     | Ramón Heredia         | 1951. február 26. (23 éves)    |      | Atlético Madrid    |
| 11   | KP    | René Houseman         | 1953. július 19. (20 éves)     |      | Huracán            |
| 12   | K     | Ubaldo Fillol         | 1950. július 21. (23 éves)     |      | River Plate        |
| 13   | CS    | Mario Kempes          | 1954. július 15. (19 éves)     |      | Rosario Central    |
| 14   | V     | Roberto Perfumo       | 1942. október 3. (31 éves)     |      | Cruzeiro           |
| 15   | CS    | Aldo Poy              | 1945. szeptember 14. (28 éves) |      | Rosario Central    |
| 16   | V     | Francisco Sá          | 1945. október 25. (28 éves)    |      | Independiente      |
| 17   | KP    | Carlos Squeo          | 1948. június 4. (26 éves)      |      | Racing             |
| 18   | KP    | Roberto Telch         | 1943. november 6. (30 éves)    |      | San Lorenzo        |
| 19   | KP    | Néstor Togneri        | 1942. november 27. (31 éves)   |      | Estudiantes        |
| 20   | V     | Enrique Wolff         | 1949. február 21. (25 éves)    |      | River Plate        |
| 21   | K     | Miguel Ángel Santoro  | 1942. február 27. (32 éves)    |      | Independiente      |
| 22   | CS    | Héctor Yazalde        | 1946. május 29. (28 éves)      |      | Sporting Lisszabon |

Az argentin válogatott a mezek számozását pozíciók szerinti betűrendbe állította. A kapusok az nemzeti hagyományoknak megfelelően (természetesen betűrendben) az 1, 12 és 21-es számú mezt viselték.

### Haiti
Szövetségi kapitány:  Antoine Tassy
| Szám | Poszt | Név                   | Születési dátum (Kor)          | Vál. | Klub                |
| ---- | ----- | --------------------- | ------------------------------ | ---- | ------------------- |
| 1    | K     | Henri Françillon      | 1946. május 26. (28 éves)      |      | Victory FC          |
| 2    | K     | Wilner Piquant        | 1949. október 12. (24 éves)    |      | Violette            |
| 3    | V     | Arsène Auguste        | 1951. február 3. (23 éves)     |      | Racing Club Haïtien |
| 4    | V     | Fritz André           | 1946. szeptember 18. (27 éves) |      | Violette            |
| 5    | V     | Serge Ducosté         | 1944. február 4. (30 éves)     |      | Aigle Noir AC       |
| 6    | V     | Pierre Bayonne        | 1949. június 11. (25 éves)     |      | Violette            |
| 7    | KP    | Philippe Vorbe        | 1947. szeptember 14. (26 éves) |      | Violette            |
| 8    | KP    | Jean-Claude Désir     | 1946. augusztus 8. (27 éves)   |      | Aigle Noir AC       |
| 9    | KP    | Eddy Antoine          | 1949. augusztus 27. (24 éves)  |      | Racing Club Haïtien |
| 10   | KP    | Guy François          | 1947. szeptember 18. (26 éves) |      | Violette            |
| 11   | CS    | Guy Saint-Vil         | 1942. október 21. (31 éves)    |      | Racing Club Haïtien |
| 12   | KP    | Ernst Jean-Joseph     | 1948. június 11. (26 éves)     |      | Violette            |
| 13   | V     | Serge Racine          | 1951. október 9. (22 éves)     |      | Aigle Noir AC       |
| 14   | V     | Wilner Nazaire        | 1950. március 30. (24 éves)    |      | Valenciennes        |
| 15   | CS    | Roger Saint-Vil       | 1949. december 8. (24 éves)    |      | Archibald FC        |
| 16   | CS    | Fritz Leandré         | 1948. március 13. (26 éves)    |      | Racing Club Haïtien |
| 17   | KP    | Joseph-Marion Leandré | 1945. május 9. (29 éves)       |      | Racing Club Haïtien |
| 18   | CS    | Claude Barthélemy     | 1945. május 9. (29 éves)       |      | Racing Club Haïtien |
| 19   | V     | Jean-Herbert Austin   | 1950. február 23. (24 éves)    |      | Violette            |
| 20   | CS    | Emmanuel Sanon        | 1951. június 25. (22 éves)     |      | Don Bosco           |
| 21   | V     | Wilfried Louis        | 1949. október 25. (24 éves)    |      | Don Bosco           |
| 22   | K     | Gérard Joseph         | 1949. október 22. (24 éves)    |      | Racing Club Haïtien |